# Ashcan (лагерь)
Лагерь «Ashcan» (англ. Camp Ashcan, букв. «зольник», «ведро для золы») — американский лагерь для военнопленных, формально называвшийся «Central Continental Prisoner of War Enclosure No. 32»; был создан в коммуне Мондорф-ле-Бен (Люксембург) в конце Второй мировой войны, в мае 1945 года, для содержания высокопоставленных лидеров Третьего Рейха; располагался в отеле «Palace Hotel» и вмещал 86 наиболее известных, из оставшихся в живых, нацистских лидеров, многие из которых позднее стали подсудимыми на Нюрнбергском процессе.

## Предыстория: арест
Самоубийство Гитлера, подтверждённое к 1 ноября 1945 года — наряду с самоубийствами Генриха Гиммлера и Йозефа Геббельса — решило часть проблем, стоявших перед союзным командованием. Исчезновение Генриха Мюллера и Мартина Бормана породило множество слухов, но также позволило обойти проблему их осуждения. Однако «длинный список» нацистских лидеров, которых союзники хотели задержать как военных преступников, был сокращён незначительно. Немногие из них были обнаружены в Берлине в мае 1945 года — большинство уже бежало из столицы Рейха.

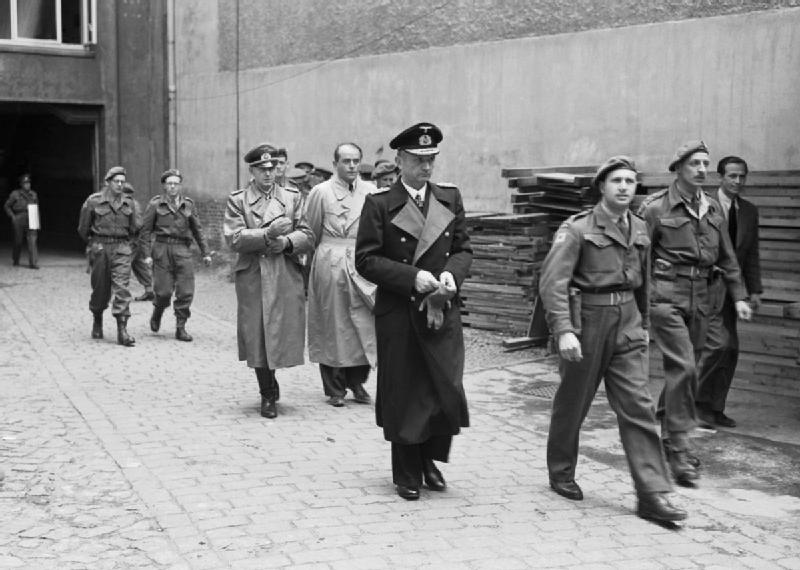
Арест Фленсбургского правительства: А. Йодль, А. Шпеер и К. Дёниц (23 мая 1945)

Президент Рейхсбанка с 1939 года и бывший министр экономики Вальтер Функ был найден в Берлине; здесь же был и главнокомандующий германским флотом до 1943 года адмирал Эрих Редер, помещённый советскими властями под домашний арест. Бывший подчинённый Геббельса в министерстве пропаганды, Ганс Фриче, был уже перевезён в Москву, где после «интенсивного» допроса на Лубянке успел подписать «стандартное» признание вины. Поиск целой группы подозреваемых также не вызвал проблем: новое правительство, созданное адмиралом Карлом Дёницем после смерти Гитлера, располагалось в городе Фленсбург. Спустя две недели после подписания безоговорочной капитуляции, передавшей союзникам всю полноту власти в Германии, правительство Дёница продолжало «функционировать»: каждое утро его члены проводили заседания «кабинета министров», где торжественно обсуждали вопросы и голосовали по будущим планам. Замок, в котором жил рейхсминистр Альберт Шпеер — называвший всё происходившее в городе «буффонадой», — продолжал охраняться отрядом войск СС.
23 мая «последний остаток Третьего Рейха» прекратил своё существование: Дёниц, Шпеер, а также — генерал-полковник Альфред Йодль и начальник штаба Верховного командования вермахта (OKW/ОКВ) Вильгельм Кейтель оказались под арестом. Во Фленсбурге скрывался и рейхсляйтер Альфред Розенберг, специализировавшийся на доктринах арийского расового превосходства.
Большинство же подозреваемых «рассеялось»: надеясь избежать попадания в советский плен, они в основном двинулись на юг. Массы беженцев, масштабные разрушения и общая дезорганизация позволили им скрыться. Так министр иностранных дел Иоахим фон Риббентроп был арестован британцами в Гамбурге только 14 июня, когда он был случайно узнан своим старым знакомым; в момент ареста он работал над «последними пожеланиями Гитлера», касавшимися «дружбы Германии с Великобританией». Черчилль, получивший бумаги Риббентропа, направил их копию Сталину, с пометкой «я подумал, что Вам может быть интересно кое-что из их содержания, хотя они чрезвычайно длинные и скучные».
Другой бывший министр иностранных дел, барон Константин Нейрат, был захвачен французскими силами. Канадские солдаты обнаружили Артура Зейсса-Инкварта, который в течение четырёх дней являлся канцлером Австрии, а затем — рейхспротектором Голландии. Комиссар по рабочей силе Фриц Заукель также был случайно узнан давним знакомым. Бывший рейхсканцлер Франц фон Папен находился в бегах с августа 1944 года, опасаясь ареста сначала гестапо, а затем — союзниками: в момент ареста он ел тушеное мясо со своими внуками в домике в лесу. Арест Папена вызвал «ужас» в Форен-офисе, опасавшемся, что СССР неверно истолкует нахождение Папена в американской оккупационной зоне; после ареста Папена перевели в замок возле Спа, где он вёл, по его собственным словам, «нормальную цивилизованную жизнь», беседуя со старыми знакомыми — такими как экс-регент Венгрии адмирал Хорти.
В Австрии американские военные нашли начальника Главного управления имперской безопасности (РСХА) Эрнста Кальтенбруннера; здесь же, в Тироле, жил и бывший гауляйтер Вены, рейхсюгендфюрер Бальдур фон Ширах, которые уже долгое время считался умершим: он сам пришёл в американскую штаб-квартиру в Шваце, когда услышал о суде над своими бывшими подчинёнными по движению Гитлерюгенд. В то же время обнаруженный в Мюнхене бывший рейхсминистр внутренних дел, адвокат Вильгельм Фрик не был готов сотрудничать со следствием:
Я хочу выступить перед судом и взять всю вину на себя. Благодаря мне молодые люди научились верить в Гитлера. Я учил их верить в него, теперь я должен освободить их от этой ошибки. Как только у меня будет возможность сказать это в международном суде, пусть меня повесят.— рейхсюгендфюрер Бальдур фон Ширах, 1945
Бывшие резиденции фюрера рядом с баварской общиной Берхтесгаден стали «магнитом» для целого ряда национал-социалистов. Так генерал-губернатор оккупированной Польши, адвокат Ганс Франк был найден там в ходе рутинной американской облавы. Он передал военным свой дневник в 11 367 печатных страниц и попытался перерезать себе горло и оба запястья — но ему удалось только парализовать себе левую кисть и руку. Рядом с Берхтесгаденом американцы также обнаружили и лидера Трудового фронта Роберта Лея: он жил в горной хижине. В этом же районе американский патруль случайно наткнулся на редактора антисемитской газеты «Der Stürmer» Юлиуса Штрайхера: он рисовал на веранде фермерского дома, когда командир патруля попросил стакан молока. В ходе непродолжительной беседы, шедшей на идише, американский майор прокомментировал сходство «художника» со Штрайхером — бывший гауляйтер Франконии сразу сознался.

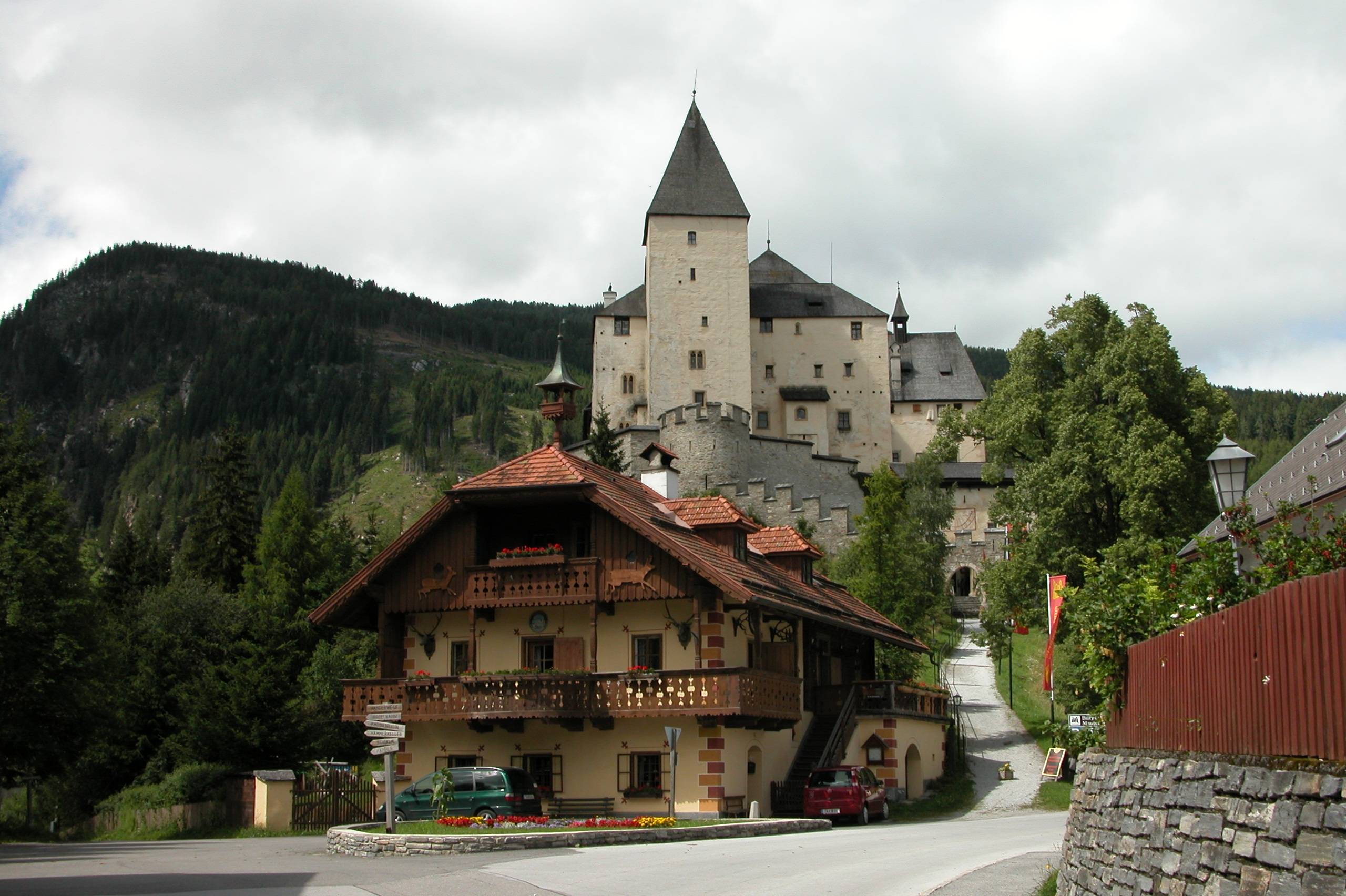
Замок Маутерндорф (2007)

В 35-ти милях от Зальцбурга, в замке Маутерндорф, под домашним арестом находился Герман Геринг, успевший заказать себе новую униформу в цветах союзников, а не люфтваффе. После ареста он, как крупнейший из захваченных лидеров, провёл пресс-конференцию в штабе американской армии в Китцбюэле; на следующий день его перевезли в Аугсбург, где он поселился с двумя своими помощниками в рабочем пригороде.
Ялмар Шахт был единственным человеком в списке будущих подсудимых, который имел основания приветствовать свой арест: с момента обвинения в соучастии в заговоре с целью убийства фюрера, в 1944 году, Шахт находился в тюрьмах и концентрационных лагерях Рейха; его охранники в лагере Флоссенбург получили инструкции застрелить его, как только прибудут американцы. Вместо этого он попал в Дахау — в специальный барак для «выдающихся» заключенных. После пленения американцами он оказался в замке Крансберг в районе Верхний Таунус: Шахт не мог понять, почему человек, заключённый в тюрьму нацистами, теперь должен был сидеть в плену у их противников.
Позднее Шахта отправили обратно в Крансберг, где постепенно собирались остальные известные заключенные — включая и Шпеера, который несколько лет назад перестраивал замок в штаб-квартиру люфтваффе. Крансберг стал известен среди американских охранников под «красочным» названием «Мусорка» (англ. Dustbin). Ведущие политики, дипломаты и военные деятели были собраны в другом лагере — который получил другое «мусорное» название, «Зольник».

## История
Бывший курорт Мондорф-ле-Бен (Бад Мондорф) в Люксембурге с мая по август 1945 года вмещал в себя несколько десятков «именитых нацистов», из которых 15 будут выбраны в качестве обвиняемых на Нюренбергском процессе. Небольшой город стал местом размещения лагеря из-за удобства своего расположения: изолированное поселение стояло на перекрестке двух тупиковых дорог, что облегчало охрану. При этом город имел жилье для гарнизона: виллы конца XIX века и небольшие гостиницы. Заключенных разместили в шестиэтажном гранд-отеле «Palace Hotel» в стиле ар-деко, поскольку к нему вела единственная дорога. До прибытия первых заключенных армия США лишила гранд-отель любого признака «великолепия и комфорта»: были убраны ковры и заменены окна; вокруг сада был возведён частокол с четырьмя сторожевыми башнями. Полковник кавалерии Бёртон Эндрюс (Андрус, Burton C. Andrus) стал начальником лагеря — несколько месяцев 1917 года он состоял офицером военной тюрьмы в форте Огельторп в штате Джорджия (Fort Oglethorpe, Georgia).

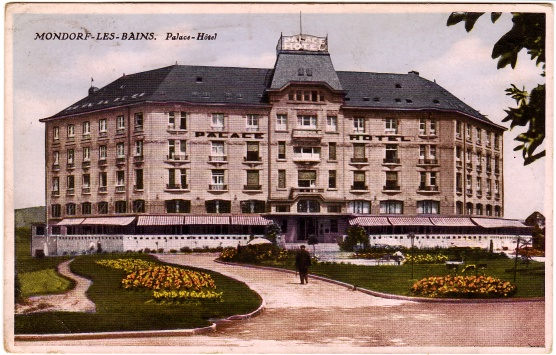
«Palace Hotel» в Мондорф-ле-Бен (ранее 1920)

Полковник Эндрюс был обеспокоен как потенциальными попытками самоубийства среди заключенных, так и перспективой их освобождения соратниками (см. Операция «Дуб» 1943 года). Линчевание также рассматривалось им как возможная угроза, поскольку вскоре по Европе и Америке стали распространяться слухи о месте содержания ключевых нацистов: сначала газеты начали печатать рассказы о «жизни [нацистов] в роскоши и непринужденности», а 14 июля газета «Chicago Daily News» прямо указала их местоположение. Московское радио несколько дней спустя передало информацию о «люксембургском дворце», в котором лидеры нацистской партии «становились еще жирнее и наглее… потребляя лучшие вина… на серебряных подносах…».
16 июля Эндрюс пригласил представителей мировой прессы в Мондорф-ле-Бен: журналистам был дан брифинг и о рационе «архи-преступников», включавшем гороховый суп и хлопья. Эндрюс также сообщил газете «New York Herald Tribune», что когда в лагерь прибыл Штрайхер, никто из лидеров не захотел сидеть рядом с ним — и начальнику лагеря пришлось исправлять положения. Фельдмаршал Геринг прибыл в Гранд-отель с шестнадцатью чемоданами, украшенными собственной монограммой, и шляпной коробкой; Геринг привёз с собой и 20 000 таблеток паракодеина, заменявшего ему морфий — каждое утро и вечер он принимал по двадцать штук. Получив инструкции от американского Бюро по борьбе с наркотиками, Эндрюс начал постепенно уменьшать ежедневную дозу Геринга, к которому вскоре вернулось его прежнее обаяние. Геринг стал также стройнее: если по прибытии он весил 270 фунтов, то к концу июля его масса снизилась до 240.
Ряд посетителей сравнивал Гранд-отель с «тюрьмой для душевнобольных». Однако, постепенно он становился центром для допросов, в рамках подготовительных работ к будущему судебному разбирательству. 24 июля в лагере появились и советские следователи, с которыми Геринг первоначально категорически отказался разговаривать. Помимо допросов в лагере было немного развлечений: уроки английского, лекции графа Людвига Шверин фон Крозига о Шекспире, а также — лекции Функа о денежном обращении и планы Лея по реконструкции Германии на основе капиталистической экономики. Единственными фильмами для заключенных были фильмы союзников, снятые в концлагерях Третьего Рейха. Большинство заключенных Бад Мондорфа не считало себя военными преступниками; при этом большинство заключенных признавало, что некоторые из их коллег являлись таковыми. Так Папен писал позднее, что «к моему ужасу я оказался в компании Геринга, Риббентропа, Розенберга и их спутников». Многие заключенные уже приступили к составлению собственных апологий и самооправдательных заявлений, надеясь сохранить свои жизни.
В воскресенье 12 августа полковник Эндрюс собрал 15 своих подопечных; на двух машинах скорой помощи их доставили в аэропорт Люксембурга, а затем — на двух самолётах Douglas C-47 «Skytrain» в Нюрнберг. Во время полета Геринг обращал внимание Риббентропа на географические объекты Германии, такие как Рейн, призывая его взглянуть на них «в последний раз».